# Steinholmane
Ne doit pas être confondu avec Steinholmane (Sveio).
Steinholmane est une île norvégienne du comté de Hordaland appartenant administrativement à Austevoll.

## Description
Rocheuse et désertique, elle s'étend sur environ 91 m de longueur pour une largeur approximative de 44 m. 